# Mực lá
Mực lá (Sepioteuthis lessoniana) là một loài mực ống quan trọng về thương mại. Giống như các thành viên khác của chi Sepioteuthis, mực là dễ dàng để phân biệt với mực khác ở chỗ chúng có vây dày hình bầu dục khỏe mở rộng xung quanh gần như toàn bộ lớp áo. Vây mở rộng khoảng 83-97% chiều dài áo và 67-70% chiều rộng lớp áo. Vì những cái vây này, mực lá đôi khi bị nhầm lẫn với mực nang, một thực tế phản ánh bằng tên khoa học của nó. Lớp áo của mực lá có hình trụ, thon dần đến một hình nón cùn ở phía sau. Lớp áo thường là dài 4–33 cm ở con đực và 3,8-25,6 cm ở con cái. Cả con đực và con cái có thể đạt chiều dài lớp áo tối đa 38 cm, con đực cân nặng 403,5 đến 1.415 g (0,890-3,12 lb), trong khi con cái trưởng thành là từ 165 đến 1.046 g. Cả con đực và con cái có thể đạt được trọng lượng tối đa 1,8 kg đã được ghi nhận trong văn bản. Các chế độ ăn uống của mực lá bao gồm cá chủ yếu là động vật giáp xác và cá nhỏ. Chúng được tìm thấy ở vùng biển ôn đới và nhiệt đới của Thái Bình Dương và Ấn Độ Dương, và gần đây đã được du nhập vào Địa Trung Hải. Chúng thường được tìm thấy gần bờ biển, gần tảng đá, và các rạn san hô. Chúng bị đánh bắt với số lượng lớn bởi con người ở châu Á. Do tốc độ tăng trưởng nhanh chóng của chúng, vòng đời ngắn, và dễ chuyên chở và dễ sống trong điều kiện nuôi nhốt, mực lá được coi là một trong những loài có triển vọng nhất cho nuôi trồng hải sản.